# Visions (serie televisiva)
Visions è una serie televisiva statunitense trasmessa per la prima volta nel corso di 4 stagioni dal 1976 al 1980.
È una serie di tipo antologico in cui ogni episodio rappresenta una storia a sé. Gli episodi sono storie di genere drammatico.

## Produzione
La serie fu prodotta da KCET.

### Registi
Tra i registi sono accreditati:
- Burt Brinckerhoff in 3 episodi (1976-1977)
- Fred Barzyk in 2 episodi (1976-1978)
- Rick Bennewitz in 2 episodi (1977-1978)
- Lloyd Richards in 1 episodio (1977)
- Edward Folger

## Distribuzione
La serie fu trasmessa negli Stati Uniti dal 21 ottobre 1976 al gennaio 1980 sulla Public Broadcasting Service.

## Episodi
| Stagione         | Episodi | Prima TV USA |
| ---------------- | ------- | ------------ |
| Prima stagione   | ?       | 1976-1977    |
| Seconda stagione | ?       | 1977         |
| Terza stagione   | ?       | 1978         |
| Quarta stagione  | ?       | 1980         |